# Маяк (рассказ)
«Мая́к» (англ. The Light-House) — неоконченный рассказ Эдгара А. По (1849), его последнее произведение.

## Сюжет
Повествование ведётся от первого лица. Рассказчик ведёт дневник, записи из которого представлены читателю. Первая датируется 1 января 1796 года. В этот первый день на маяке, где рассказчику была предоставлена возможность управляться с его огнём, он только знакомится с новым местом и сообщает, что теперь ему долго придётся оставаться в полном одиночестве. Упоминается также некий де Грет (англ. De Grät), который и устроил его на эту должность. Единственным живым существом, оставшимся вместе с новым смотрителем маяка, является пёс по кличке Нептун. Автор отмечает размеры собаки:
…нельзя же считать «обществом» Нептуна, как он ни велик. Вот если бы в «обществе» я нашел половину той верности, что у этого бедного пса…Оригинальный текст (англ.)…of course, Neptune, large as he is, is not to be taken into consideration as “society”. Would to Heaven I had ever found in “society” one half as much faith as in this poor dog…
Следующие записи делались каждодневно. Последняя, от 3 января, содержит в себе более точное описание здания маяка. На этом повествование обрывается. Рассказ так и не был закончен.

## Финал
Мнения о том, чем должен был бы окончиться рассказ, очень различны. Знаток творчества Э. А. По текстолог Томас Мэббот считает, что героя спасёт собака.